# 제3공수특전여단

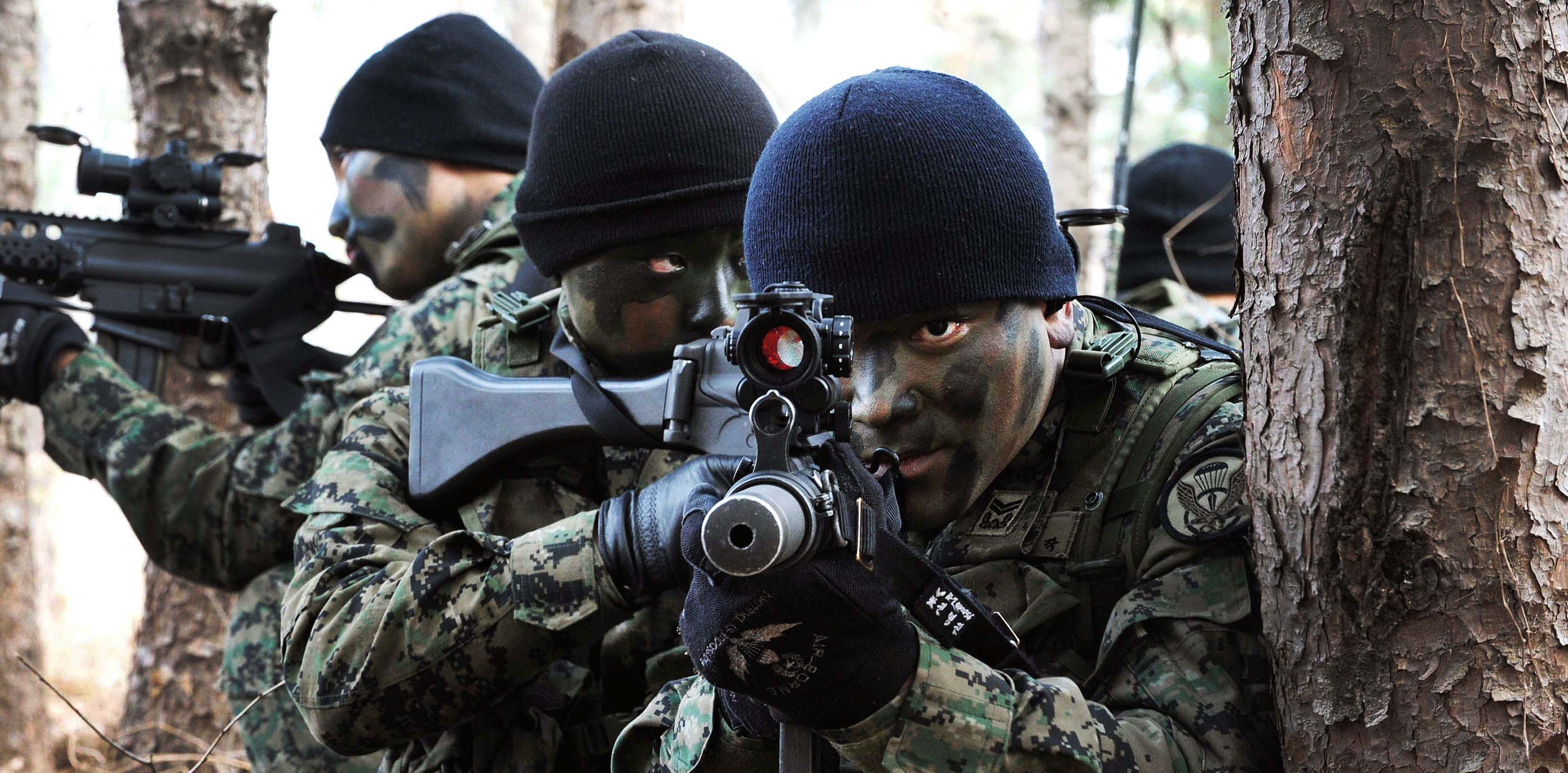
탐색격멸훈련 중인 제3공수특전여단 인원들 (2014년)

제3공수특전여단(第三空輸特戰旅團, 영어: 3rd Airborne Special Forces Brigade), 또는 "비호부대"는 대한민국 육군 특전사 소속 부대들 중 두 번째로 만들어진 특수작전 부대이다.

## 역사
- 1972년 육군특수전사령부 배속 부대 창설

## 활동

### 12.12 군사반란 참가
1979년 12월 12일, 하나회 회원인 최세창 여단장의 명령에 따라 12·12 군사 반란에 가담하여 본부인 육군특수전사령부를 습격하였으며, 이 과정에서 김오랑 소령을 사살하고 정병주 특전사령관을 체포하는 등 반란행위를 하였다.

### 부마항쟁 진압 참가
부마 민주 항쟁이 발생하자 처음으로 투입된 부대이다.

### 광주 민주화운동 진압 참가
5·18 광주 민주화 운동 당시 11,12,15,16대대가 투입되어 광주 일대를 봉쇄하고, 유혈 진압 작전을 펼쳤다. 특히 광주역 부근에서 바리케이드를 설치하고 시민군에게 실탄 사격을 가했으나, 시민군의 수에 압도되어 전남대학교로 후퇴하였다.

### 강릉무장공비 사건 참가
강릉지역 무장공비 침투사건 당시 투입되어 무장공비들을 사살하였다.

### 2024년 비상계엄령 참가
윤석열 대통령의 비상계엄 선포 이후 국회와 선거관리위원회에 일부 인원들이 투입되었다.

## 역대 지휘관
| # | 성명        | 취임일       | 이임일       | 비고       |
| - | ----------- | ------------ | ------------ | ---------- |
| 1 | 준장        | 년 월 일     | 년 월 일     |            |
| 2 | 준장 최세창 | 1977년 월 일 | 년 월 일     | 국방부장관 |
| 3 | 준장 정승조 | 2001년 월 일 | 2002년 월 일 | 국방부장관 |
| 4 | 준장 김정근 | 년 월 일     | 년 월 일     |            |
|   |             |              |              |            |

## 참고
1. ↑  구민지 (2024년 6월 10일). “'서울의봄' 故 김오랑 유족, 45년 만에 국가에 책임 묻는다”. 2024년 12월 14일에 확인함.
2. ↑  권혁철 (2022년 9월 27일). ““전두환 반란 맞선 김오랑 중령은 ‘순직’ 아닌 ‘전사’””. 2024년 12월 14일에 확인함.
3. ↑  조재형 (2019년 4월 22일). “"시민은 적" 새긴 공수부대…결국 광주에서 실행”. 2024년 12월 14일에 확인함.
4. ↑  최상원 (2020년 10월 21일). ““부마항쟁과 광주 5·18민주항쟁은 운명적으로 연결된 사건””. 2024년 12월 14일에 확인함.
5. ↑  “518”. 2024년 12월 14일에 확인함.
6. ↑  “‘서울의 봄’ 신군부 핵심 생존 3인 아직도 다문 ‘진실의 입’”. 2023년 12월 7일. 2024년 12월 14일에 확인함.
7. ↑  “전남대학교 5·18연구소”. 2024년 12월 14일에 확인함.
8. ↑  “잠수함침투사건 - 디지털강릉문화대전”. 2024년 12월 14일에 확인함.
9. ↑  조선일보 (2024년 12월 13일). “검찰, ‘비상계엄 당시 병력 투입’ 김정근 3공수여단장 소환”. 2024년 12월 14일에 확인함.